# STLA Medium
STLA Medium es una plataforma con arquitectura modular global para vehículos eléctricos a batería (BEV) desarrollada por el grupo automovilístico Stellantis. Fue concebida para motorizar una amplia gama de vehículos en los segmentos de mercado de volumen C y D, que constituyen el núcleo del mercado automovilístico mundial. 

## Historia
El origen de la plataforma STLA Medium se encuentra en el plan estratégico de Stellantis denominado "Dare Forward 2030", presentado en el "EV Day" de julio de 2021. En este evento, la compañía delineó su visión para la electrificación global, que incluía el desarrollo de cuatro plataformas BEV nativas: STLA Small, STLA Medium, STLA Large y STLA Frame. La plataforma STLA Medium fue la primera de estas arquitecturas en ser lanzada al mercado, subrayando su importancia estratégica para la transición de la empresa hacia la movilidad eléctrica.
El desarrollo de esta plataforma se centró en la creación de una arquitectura "BEV-by-design", es decir, diseñada desde cero para vehículos eléctricos, lo que le permite maximizar el espacio interior, optimizar la gestión de la batería y mejorar la dinámica de conducción. A diferencia de las plataformas anteriores, que a menudo se adaptaban de modelos de combustión interna (ICE), STLA Medium fue creada para aprovechar plenamente las ventajas de la propulsión eléctrica.

## Características

### Dimensiones
La arquitectura es altamente configurable. Permite una distancia entre ejes que oscila entre 2700 y 2900 mm, y una longitud total del vehículo de entre 4,3 y 4,9 metros.

### Autonomía
La plataforma ofrece dos paquetes de baterías principales: un "Standard pack" con más de 500 km de autonomía (WLTP) y un "Performance pack" con una capacidad de batería de 98 kWh que puede superar los 700 km de autonomía (WLTP).

### Motorizaciones
Es compatible con configuraciones de tracción delantera (un solo motor eléctrico) y tracción total (con un segundo módulo de propulsión eléctrica en el eje trasero). La potencia de salida de los motores eléctricos (EDM) varía desde 160 kW (aproximadamente 215 CV) hasta 285 kW (unos 382 CV).

### Carga
Utiliza una arquitectura eléctrica de 400 voltios que permite una carga rápida, con la capacidad de pasar del 20% al 80% de carga en aproximadamente 27 minutos. Stellantis destaca la eficiencia energética de la plataforma, con un consumo que puede ser inferior a 14 kWh por cada 100 km.

### Flexibilidad
Es compatible con futuras químicas de baterías, incluyendo celdas de estado sólido, así como baterías sin níquel ni cobalto. Esto permite a Stellantis adaptar sus vehículos a los avances tecnológicos y a la evolución de los costos de producción.

## Modelos, periodos y fábricas
Se espera que esta plataforma sea la base de numerosos modelos futuros de las diferentes marcas de Stellantis, con la previsión de que sustente la producción de hasta dos millones de vehículos anuales en varias plantas de todo el mundo. El primer vehículo de producción en serie en utilizar la plataforma STLA Medium fue el Peugeot 3008, lanzado en 2023. 
| Modelo              | Inicio | Fin | Fábrica             | País     | Observaciones                                                 |
| ------------------- | ------ | --- | ------------------- | -------- | ------------------------------------------------------------- |
| Citroën C5 Aircross | 2025   | -   | Stellantis Rennes   | Francia  |                                                               |
| DS Nº8              | 2025   | -   | Stellantis Melfi    | Italia   |                                                               |
| Jeep Compass        | 2025   | -   | Stellantis Melfi    | Italia   |                                                               |
| Opel Grandland      | 2024   | -   | Stellantis Eisenach | Alemania |                                                               |
| Peugeot 3008        | 2023   | -   | Stellantis Sochaux  | Francia  | Primer modelo y fábrica en utilizar la plataforma STLA Medium |
| Peugeot 5008        | 2024   | -   | Stellantis Sochaux  | Francia  |                                                               |